# عبد القادر اعمارة
عبد القادر اعمارة، سياسي مغربي (ولد في 28 يناير ببوعرفة وينحدر من واحة فكيك الجميلة. )،  لم يعد منتسبا إلى  حزب العدالة والتنمية منذ 25 شتنبر 2023، يشغل منذ 24 مارس 2025 منصب رئيس المجلس الاقتصادي والاجتماعي والبيئي وقد شغل منصب وزير التجهيز والنقل واللوجستيك والماء من 2017 إلى 2021، ثم منصب وزير الصناعة والتجارة والتكنولوجيات الحديثة بين 2012 و2013، ثم منصب وزير الطاقة والمعادن والماء والبيئة من 2013 إلى 2016.

## مسيرته
ولد عبد القادر اعمارة بمدينة بوعرفة في الجهة الشرقية، حاصل على الدكتوراه من معهد الحسن الثاني للزراعة والبيطرة بالرباط سنة 1986، شغل منصب أستاذ باحث بنفس المعهد إلى غاية 2002. كما عمل كمستشار علمي لدى المنظمة الدولية للعلوم بالسويد وذلك لمدة 10 سنوات.

### السياسة
سبق وأن تقلد منصب وزير الصناعة والتجارة والتكنولوجيات الحديثة  من 4 يناير 2012 إلى 10 أكتوبر 2013 في حكومة عبد الإله ابن كيران الأولى، ثم منصب وزير الطاقة والمعادن والماء والبيئة من 10 أكتوبر 2013 إلى 21 أكتوبر 2016 في حكومة عبد الإله ابن كيران الثانية.
شغل ما بين 2017 و2021، منصب وزير التجهيز والنقل واللوجستيك  والماء في حكومة سعد الدين العثماني في نسختيها الأولى والثانية. وفضلا عن مناصب وزير التجهيز والنقل واللوجيستيك والماء، شغل الدكتور اعمارة أيضا مهام وزير الصحة بالنيابة من 30 أكتوبر 2017 إلى 22 يناير 2018 على إثر إعفاء السيد الحسين الوردي ، كما شغل مهام وزير الاقتصاد والمالية بالنيابة من 9 إلى 19 غشت 2018 في حكومة سعد الدين العثماني الأولى، عقب إعفاء السيد محمد بوسعيد  من هذه الحقيبة. 

 تم انتخابه خلال مساره السياسي كنائب برلماني بدائرة سلا الجديدة بعمالة سلا، لأربع ولايات متتالية 2002، 2007، 2011، 2016. كما شغل منصب رئيس لجنة القطاعات الإنتاجية، ونائب رئيس المجموعة البرلمانية للحزب والنائب الأول لرئيس مجلس النواب.

وعلى المستوى الجمعوي، فإنه عضو مؤسس لجمعية البرلمانيين المغاربة ضد الفساد وعضو سابق للجنة الإدارية للنقابة الوطنية للتعليم العالي.